# Songs and Music from "She's the One"
Songs and Music from "She's the One" är ett soundtrack släppt av Tom Petty & the Heartbreakers 1996. Det innehåller musik från filmen Hon är min (originaltitel She's the One), regisserad av Edward Burns.

## Låtlista
Låtarna skrivna av Tom Petty, där inget annat namn anges.
1. "Walls (Circus)" – 4:25
2. "Grew Up Fast" – 5:09
3. "Zero From Outer Space" – 3:08
4. "Climb That Hill" (Tom Petty/Mike Campbell) – 3:57
5. "Change the Locks" (Lucinda Williams) – 4:56
6. "Angel Dream" - 2:27
7. "Hope You Never" – 3:02
8. "Asshole" (Beck Hansen)– 3:11
9. "Supernatural Radio" – 5:22
10. "California" – 2:39
11. "Hope on Board" – 1:18
12. "Hung Up and Overdue" – 5:48
13. "Airport" - 0:57